# قمام (جنس)
القمام (الاسم العلمي: Cathartes)، (بالإغريقية: Cathartes = καθαρτής = "منظف، قمام") وهو جنس يشمل طيورًا متوسطة الحجم إلى كبيرة تتغذى على الجيف، وهو من فصيلة نسور العالم الجديد (القمقامية). وتنتشر الأنواع الثلاثة المصنفة حاليا تحت هذا الجنس على نطاق واسع في الأمريكتين.